# Jupiter (компания)
Jupiter Corporation (яп. 株式会社ジュピター кабусикигайся дзюпита:) — японский разработчик игр, специализирующийся на карманных консолях.
«Jupiter» выпускает продукцию в основном на консоли компании Nintendo, хотя в последнее время работает и над играми под операционные системы смартфонов — Android и Apple. В прошлом, по лицензии Nintendo, разрабатывала и продавала электронных карманных питомцев и сопутствующие товары по вселенной «Покемон».

## Значимые игры
| - Mario’s Picross - Picross 2 - Pocket Kyoro-chan - Game Boy Camera - Dangun Racer - Pokémon Pinball - Sakura Taisen GB - Sakura Taisen GB2 - Super Robot Pinball - Silver - Animal Mania - Disney Sports Motocross - Disney's Party - Kingdom Hearts: Chain of Memories (совместно с Square Enix) - Pokémon Pinball: Ruby & Sapphire - Wagamama Fairy: Mirumo de Pon! Ougon Maracas no Densetsu - Sonic Pinball Party (совместно с Sonic Team) | - Spectrobes - Picross DS - Professor Kageyama’s Maths Training - Spectrobes: Beyond the Portals - The World Ends with You (совместно со Square Enix) - Ghost Trick - Pokémon Pinball mini - Pokémon Puzzle Collection - Pokémon Puzzle Collection vol. 2 - Pokémon Race mini - Togepi’s Great Adventure - Pokémon Breeder mini - Mario’s Super Picross - Picross NP Vol. 8 Серия Picross S |